# Mehdi Ben Attia
Mehdi Ben Attia (àrab: مهدي بن عطية, Mahdī ibn ʿAṭṭiyya) (Tunis, 7 d'agost de 1968) és un guionista i director de cinema tunisià.

## Carrera
Gran d'una família de tres fills, nascut en un entorn burgès, va fer els seus estudis secundaris a l'Institut Francès de La Marsa, on va obtenir el seu batxillerat B. Va continuar els seus estudis a París i va desenvolupar una passió pel cinema. Després d'un DEA en sociologia política a la Universitat de la Sorbona el 1993, va coescriure alguns episodis de les comèdies de situació H i Eva Mag, que es van emetre a Canal+, i, després, un guió per a llargmetratge, La Fêlure, el 1999, escrit en col·laboració amb Zina Modiano. També va col·laborar en el guió de Loin, d'André Téchiné, filmat al Marroc, i d'Impardonnables, del mateix director, filmat a Venècia.
Mehdi Ben Attia també és actor en un curtmetratge de Zina Modiano, Grogne.
El 2008, va passar darrere de la càmera i va dirigir Le Fil, de la qual també en va ser el guionista, i que fou protagonitzada per Claudia Cardinale, Antonin Stahly-Vishwanadan i Salim Kechiouche. La pel·lícula tracta d'una història d'amor homosexual a Tunísia, un país on l'homosexualitat és un crim. Es va estrenar als cinemes el 12 de maig de 2010. Va estrenar la seva segona pel·lícula el 2012, Je ne suis pas mort, amb Mehdi Dehbi i Emmanuel Salinger en els papers principals.
Del 21 al 25 d'abril de 2015 fa formar part del jurat professional del Festival de Curtmetratges de Troyes.

## Filmografia
- 2000: En face, curtmetratge dirigit amb Zina Modiano ;
- 2009: Le Fil amb Claudia Cardinale, Antonin Stahly-Vishwanadan i Salim Kechiouche ;
- 2012: Je ne suis pas mort amb Mehdi Dehbi, Maria de Medeiros i Emmanuel Salinger ;
- 2017: L'Amour des hommes amb Hafsia Herzi i Raouf Ben Amor.